# Салмон Брук (Конектикат)
Салмон Брук (енгл. Salmon Brook) насељено је место без административног статуса у америчкој савезној држави Конектикат.

## Демографија
По попису из 2010. године број становника је 2.324, што је 129 (-5,3%) становника мање него 2000. године.
| Група             | 2000.         | 2010.         |
| Белци             | 2.386 (97,3%) | 2.205 (94,9%) |
| Афроамериканци    | 6 (0,2%)      | 25 (1,1%)     |
| Азијати           | 12 (0,5%)     | 23 (1,0%)     |
| Хиспаноамериканци | 28 (1,1%)     | 49 (2,1%)     |
| Укупно            | 2.453         | 2.324         |